# Ferdinando Donno
Ferdinando Donno (Casalnuovo, 25 aprile 1591 – Casalnuovo, 24 aprile 1649) è stato un poeta marinista italiano.

## Vita e opere
Figlio di Giovanni Donno, stimato giurista, e Medea d'Agostino, entrambi nobili.
Ingegno precoce, dopo aver compiuto ancora bambino i primi studi letterari e scientifici, tenne una pubblica "conclusione" (dissertazione) appena tredicenne. Compiuti gli studi morali nella sua città natale, ossia Casalnuovo (oggi Manduria, in provincia di Taranto), studiò retorica e poetica a Lecce. La partenza da Casalnuovo coincise molto probabilmente con un'esperienza traumatica, una caduta in disgrazia o una dura necessità. Alcuni luoghi de La Musa lirica e de L'amorosa Clarice fanno parzialmente luce sulle cause del distacco, certamente non voluto dal Donno. Nel poemetto La Palma. Encomii del molto illustre Signore Bartolomeo Palmerini, apparso ne La Musa lirica del 1619, si legge tra l'altro: «ruttò nemica bocca, ed onda amara / spargendo, mi staccò d'alma più cara [...]. Cadrà, tramonterà da sua fierezza / gente a mal dir sin da la cuna avezza», versi da cui sembra di capire che a causa di maldicenze paesane avesse dovuto rinunciare ad una donna. La stessa Clarice del romanzo stampato a Venezia tanti anni dopo (1625) è detta abitare a San Pietro in Bevagna, località non distante da Manduria, città che l'eroina continuamente rimpiange, sognando di stabilirvisi.

### A Napoli
Nel 1610 si stabilì a Napoli, dove compì brillanti studi di filosofia, teologia, matematica ed eloquenza. Fu notato dagli ambienti dotti della città, ed ebbe l'onore di essere affiliato all'Accademia degli Oziosi, fondata da Giovanni Battista Manso nel 1611. La data dell'affiliazione non è nota (l'elenco dei 150 soci fondatori non è pervenuto, ma è significativo comunque che nel 1613 Giovan Pietro D'Alessandro non includesse il suo nome nel suo poema latino Academiae Ociosorum Libri III), tuttavia, considerando la notevole difficoltà di accesso, la normativa particolarmente vincolante, la funzione dell'accademia, voluta dal viceré spagnolo col fine esplicito di formare una classe intellettuale organica a quella dirigente, nonché l'alto livello della partecipazione richiesta, non sembra verosimile che il giovane Donno sia stato ammesso prima del 1614-'15, negli anni in cui vi era iscritto Antonio Bruni. Un componimento del Donno, dal titolo All'Accademia degli Oziosi di Napoli quando l'auttore nel loro numero fu ammesso, che non ha riferimenti cronologici, appare per la prima volta nella raccolta poetica La Musa lirica del 1620.

### A Venezia
Successivamente ebbe vita inquieta: girò l'Italia (Roma, Firenze, Genova, Milano), facendo conoscenza con vari letterati. Elesse sua dimora Venezia, dove contrasse amicizia con molti esponenti della nobiltà e fu apprezzatissimo per le doti istrioniche (secondo la testimonianza di Giovanni Francesco Loredano) nelle pubbliche letture, presso l'Accademia degli Incogniti alla quale fu affiliato. Entrato nella cerchia del procuratore di s. Marco, Michele Priuli, diede alle stampe la sua prima opera, La Poesia lirica (1619), un'esile, raffinatissima raccolta di sonetti corredati da "prosette", brevi note esplicative e digressive; in appendice erano riprodotte due prose virtuosistiche, la Pittura della primavera e la Pittura dell'inverno; la raccolta fu ristampata col titolo di La Musa lirica nel 1620, ampliata fino a contenere 143 componimenti (115 sonetti, 18 madrigali, 3 idilli, 4 odi, 1 poemetto in sestine al Palmerini, 1 canzone sestina) ripartiti in 4 sezioni: Amori platonici, Encomii amorosi, Amori marinareschi, Rime varie. Da notare che nella prefazione di Innocenzo de' Marinis alla prima stampa delle rime si diceva che l'autore aveva provveduto di persona ad antologizzare la sua produzione lirica, ben più sostanziosa, la quale avrebbe dovuto costituire una raccolta dal titolo L'orto di Pindo. Lo stesso Donno, nella sua dedica al Palmerini, aveva motivato la sua cautela confessando che il suo ostacolo era di natura psicologica: «... volendo distoglier l'Erebo dalle tenebre e dare al cielo della luce alcune mie industrie poetiche, che nel timido covil del timore insin adesso s'annidano, e dovendo entrare in ogni modo in sì pericoloso e flutteggiante steccato, dubito di non gire come il mio Leandro ed Ero, sommerso per man d'Amore nell'acque dell'Ellesponto, ma nel profondo del vituperio per mano di sempiterno rossore». Più sopra nella stessa, dopo aver dichiarato la propria adesione alla musa "marina" propria del primo barocco e del marinismo, confessa allusivamente di non fidarsi troppo delle immagini (anche cupe, ributtanti, improponibili) che questa gli detta, riferendosi iperbolicamente ai mostri che il mare stesso produce.
La prova più cospicua in campo prosastico fu data tuttavia nel successivo romanzo, L'amorosa Clarice (1625), d'ispirazione boccacciana (la falsariga è quella della Fiammetta), di notevole interesse innanzitutto per la precocità con la quale il Donno si dedicò con impegno ad un genere in voga solo un decennio dopo, e, di là dalla straordinaria ricchezza del tessuto verbale, per la profondità psicologica. Nel lunghissimo monologo, spinto fino al delirio, di Clarice innamorata di Lelio Gino Rizzo ha ipotizzato potesse essere riecheggiato il trauma della partenza da Casalnuovo, in un clima irrespirabile di ostilità e orrore. Il romanzo, per cui il pubblico non era probabilmente pronto, non fu rivalutato nemmeno nel periodo più fortunato per il genere, e passò quasi inosservato; in effetti, la trama, perfettamente lineare (con questo ponendosi su una linea riconoscibile in quella de L'Eromena del Biondi, 1624, il primo romanzo barocco di grande successo, la Stratonica di Luca Assarino e altri romanzi "psicologici" incentrati su una figura femminile, fino a La Rosalinda di Bernardo Morando, che fonderà questo tipo di narrazione con quella entrelacée propria dei romanzi eroico-galanti, ben rappresentati dal capolavoro di Giovanni Ambrogio Marini, Il Calloandro), non contiene nulla di libertino o particolarmente pruriginoso o sfacciato, e in più la psiche femminile è evidentemente considerata senza alcun disprezzo o schematismo, ciò che sarà invece abbastanza tipico della fase più feconda del romanzo secentesco.
Nonostante fosse richiesto in varie corti, tra cui quella di Cosimo de' Medici granduca di Toscana, preferì non spostarsi da Venezia.
Gradualmente stancatosi della vita cortigiana, andava nel frattempo accostandosi alla religione: il 7 aprile 1625 fu ordinato sacerdote; il 25 aprile celebrò la prima messa, alla quale furono presenti in segno di stima il doge e gran parte della nobiltà veneziana. Scrisse ancora L'allegro giorno veneto, overo Lo sposalizio del mare (1627), in 10 canti ognuno dedicato ad un esponente della nobiltà e delle istituzioni, pomposa macchina d'ostentazione e straordinario tour de force in cui dimostra abbondantemente la sua padronanza del patrimonio erudito e delle terminologie (soprattutto ittiologico-marinare). Il poema fu esplicitamente composto a sostegno dell'egemonia veneziana sul mare Adriatico, ed è fondato su presupposti leggendari fatti sorgere dalla pubblicistica veneziana in margine alla pace tra Alessandro III e Federico Barbarossa (1177). In segno di ringraziamento, il doge lo insignì del cavalierato della Croce di s. Marco (15 luglio 1628).

### I voti e il ritorno in patria
Nel frattempo andava conducendo vita sempre più ritirata. Chiamato ripetutamente in patria, dove l'attuale arciprete, Giovanni Tommaso Giustiniani, era disposto a rinunciare alla carica in suo favore, finì coll'accettare. Lasciata Venezia il 21 febbraio 1634, si recò a Roma, dove risiedette per qualche tempo in casa del conterraneo Antonio Bruni. Postosi a studiare teologia e diritto, sostenne brillantemente le sue conclusioni al Collegio della Sapienza, presenti il Giustiniani e il Bruni, laureandosi in diritto canonico il 25 novembre 1634. Nominato protonotario apostolico, il 21 febbraio 1635 entrò in carica come arciprete di Manduria, pur ricevendo l'investitura solenne solo il 25 aprile dello stesso anno.
Gli ultimi anni di vita sono caratterizzati da un assoluto ritiro. Noto per lo zelo anche nelle pratiche e per la cura che impose nella compilazione dei libri parrocchiali, il Donno non si riaccostò più alla letteratura. L'unica opera alla quale si dedicò fu un ponderoso trattato astrologico, già annunciato nelle prefazioni del De' Marini e del Centurioni alla Poesia e alla Musa nel 1619 e 1620, e destinato verosimilmente alla pubblicazione, la Varia dipintura dell'anno divisa in dodeci imagini; ma l'in-folio, visto dal suo unico biografo, il De Angelis, era già semidistrutto dall'umidità e dalle tarme all'inizio del XVIII secolo, e non è pervenuto.

## Fortuna
Come tutti i marinisti, il Donno non ha suscitato particolare interesse fino alla riscoperta novecentesca, da parte di Gino Rizzo (1979), che ha curato la stampa della sua opera omnia, non vastissima, in un volume. L'opera del Donno, circoscritta nel tempo e limitata a tre sole opere, tuttavia merita un posto di assoluto rilievo per l'eccezionale virtuosismo e l'originalità. Particolarmente nei versi si segnala la sua duttilità nel gestire le più disparate terminologie, secondo il programma poetico più propriamente marinista.